# Ta mère (film)
Pour l’article homonyme, voir Ta mère.
Pour plus de détails, voir Fiche technique et Distribution.
Ta mère ou J'ai l'âge d'être ta mère (selon les régions où le film est présenté) est une comédie française réalisée par Touria Benzari et sortie le 30 décembre 2015.

## Synopsis
Sofia, jeune femme française d'origine marocaine âgée de 17 ans, vit à Dijon avec sa famille. Lorsqu'elle part en vacances à Marrakech, elle rencontre Salim, un jeune marocain du même âge. Heureuses de cette idylle, leurs mères respectives organisent au plus vite un mariage arrangé entre eux. Cependant, les jeunes amoureux n'arrivent pas à "consommer" ce mariage que leurs mères veulent sauvegarder à tout prix. Les ennuis débutent ainsi et par conséquent les allers retours Dijon/Marrakech.

## Fiche technique
- Titre : Ta mère
- Réalisation : Touria Benzari
- Scénario :
- Musique : Gréco Casadesus, Manu Lanvin et Rémi Sanchez
- Montage : Michael Bernardat et Fanny Dewulf
- Photographie : Kika Ungaro, Émilie Aujé et Laurent Dailland
- Costumes :
- Décors :
- Producteur : Christian Zerbib, Jean-David Lefebvre et Philippe Aussel
- Production : VO2MAX
- Distribution : VO2MAX
- Pays d'origine :  France
- Durée : 78 minutes
- Genre : comédie
- Dates de sortie :
  -  France : 30 décembre 2015

## Distribution
- Sofiia Manousha : Sofia
- Salim Kechiouche : Salim
- Julie Gayet : Juliette
- Barbara Cabrita : Marie
- Akéla Sari : la mère de Sofia
- Abdelkrim Bahloul : le père de Sofia
- Nadia Niazi : la mère de Salim
- Boubker Fahmi : l'oncle de Salim
- Anas El Baz : Karim
- Stany Coppet : Hervé